# Carsta Löck
Carsta Löck (née le 28 décembre 1902 à Deezbüll, morte le 19 octobre 1993 à Berlin) est une actrice allemande.

## Biographie
Cette fille d'un commerçant de Kiel travaille d'abord comme secrétaire. Après une formation d'actrice, elle fait ses débuts en 1930. Pendant sept ans, elle joue dans les différents théâtres de Berlin : Neues Schauspielhaus, théâtre Lessing, Deutsches Theater, Renaissance-Theater, Schlosspark Theater, Tribüne (de). À la fin de la guerre, elle joue pour les soldats au front ; après, elle retrouve les planches.
En 1933, elle joue au cinéma, notamment des comédies. On lui donne souvent des rôles de fille de la campagne, des rôles secondaires de domestiques, d'épouses de soldats, de gouvernantes, de secrétaires et de voisines. Après la guerre, elle interprète la mère ou la grand-mère. Elle retrouve sa popularité en jouant dans la série suédoise Emil i Lönneberga.

## Filmographie

### Cinéma
- 1933 : Wenn am Sonntagabend die Dorfmusik spielt
- 1933 : Reifende Jugend
- 1933 : Les Fugitifs de Gustav Ucicky
- 1933 : Der Doppelbräutigam
- 1934 : Die vier Musketiere
- 1934 : Krach um Jolanthe
- 1934 : Hermine und die sieben Aufrechten
- 1935 : Wer wagt, gewinnt
- 1935 : Die weißen Teufel
- 1935 : Der mutige Seefahrer
- 1935 : Die klugen Frauen
- 1936 : Wenn der Hahn kräht
- 1936 : Flitterwochen
- 1936 : Onkel Bräsig
- 1936 : Spiel an Bord
- 1937 : Heimweh
- 1937 : Fremdenheim Filoda
- 1937 : Autobus S
- 1937 : Un ennemi du peuple
- 1938 : Quatre Filles courageuses de Carl Froelich
- 1938 : Pour le mérite de Karl Ritter
- 1938 : Die Hochzeitsreise
- 1939 : D III 88
- 1939 : Das Gewehr über
- 1939 : Légion Condor (de)
- 1939 : Les Cadets
- 1939 : Faux coupables
- 1939 : Ihr Privatsekretär
- 1940 : Mädchen im Vorzimmer
- 1940 : Für die Katz
- 1940 : Die lustigen Vagabunden
- 1940 : Escadrille de bombardement Lützow
- 1940 : Männerwirtschaft
- 1941 : Über alles in der Welt
- 1941 : Jakko (de)
- 1941 : Sous-marin, en avant ! (de)
- 1941 : Kleine Mädchen, große Sorgen
- 1942 : Stimme des Herzens
- 1943 : Besatzung Dora
- 1943 : Ein schöner Tag
- 1944 : Freitag, der 13.
- 1945 : Der große Fall
- 1945 : Der stumme Gast
- 1945 : Das Leben geht weiter
- 1945 : Dr. phil. Döderlein
- 1947 : Entre hier et demain
- 1948 : Film ohne Titel
- 1949 : Der große Mandarin (de)
- 1949 : Die Kuckucks (de)
- 1949 : Les Quadrilles multicolores
- 1949 : Derby
- 1949 : Kätchen für alles
- 1949 : Hochzeit mit Erika
- 1950 : Insel ohne Moral
- 1950 : Eine Frau mit Herz
- 1951 : Das seltsame Leben des Herrn Bruggs (de)
- 1951 : Das späte Mädchen
- 1952 : Liebe im Finanzamt (de)
- 1952 : Mon nom est Niki (de)
- 1952 : Ferien vom Ich
- 1952 : Käpt'n Bay-Bay
- 1953 : Hollandmädel
- 1953 : Damenwahl (de)
- 1953 : Christina
- 1954 : Heideschulmeister Uwe Karsten
- 1954 : Morgengrauen
- 1954 : Der Engel mit dem Flammenschwert
- 1954 : Sans toi je n'ai plus rien
- 1955 : Oberwachtmeister Borck
- 1955 : Griff nach den Sternen
- 1955 : Der Major und die Stiere
- 1956 : Drei Birken auf der Heide (de)
- 1956 : Heidemelodie (de)
- 1956 : Cerises dans le jardin du voisin
- 1956 : Tierarzt Dr. Vlimmen
- 1957 : Veuf avec cinq filles (de)
- 1958 : L'Étau
- 1958 : Grabenplatz 17 (de)
- 1958 : Der Mann im Strom
- 1959 : Les Buddenbrook
- 1959 : Der keusche Lebemann
- 1960 : Mein Schulfreund
- 1960 : Im Namen einer Mutter
- 1960 : Wenn die Heide blüht
- 1961 : Riviera-Story
- 1961 : Eheinstitut Aurora
- 1961 : Das Mädchen und der Staatsanwalt
- 1965 : Mädchen hinter Gittern (de)
- 1971 : Emil i Lönneberga
- 1972 : Le Nouveau Caprice d'Emil i Lönneberga
- 1973 : Emil et le Porcelet
- 1977 : Feuer um Mitternacht
- 1979 : Neues vom Räuber Hotzenplotz (de)
- 1982 : Der Schnüffler

### Télévision
- 1967 : Vier Stunden von Elbe 1 (de)